# Panorpa nudiramus
Panorpa nudiramus är en näbbsländeart som beskrevs av George W. Byers 2002. Panorpa nudiramus ingår i släktet Panorpa och familjen skorpionsländor. Inga underarter finns listade i Catalogue of Life.